# Curah Kalak
Curah Kalak is een bestuurslaag in het regentschap Situbondo van de provincie Oost-Java, Indonesië. Curah Kalak telt 2678 inwoners (volkstelling 2010).